# Monique Gabus
Monique Gabus (née à Cambrai le 15 mars 1924 à Cambrai et morte le 11 juillet 2011 à Paris 15e) est une compositrice et pédagogue française.

## Biographie
Née en 1924, Monique Gabus est un temps l'élève de Magda Tagliaferro. Elle étudie aussi au Conservatoire de Paris avec Jean Gallon, Tony Aubin (composition) et Olivier Messiaen, où elle obtient plusieurs prix en harmonie et composition. Élève brillante mais de santé fragile, elle doit renoncer à l'étude du piano et se tourne vers la composition.
Tout en se consacrant à la création, elle enseigne par la suite dans plusieurs conservatoires d'arrondissement de Paris, ainsi qu'à la Schola Cantorum. Elle compose de la musique symphonique, chorale, des mélodies et des œuvres de chambre. Ainsi, par exemple, sa composition intitulée La Nuit obscure, une cantate pour soprano, chœur et orchestre, est bien accueillie en 1961 par les critiques musicaux,. Elle meurt en juillet 2011 à Paris.

## Œuvres (sélection)
- Quatre mélodies sur des textes d'André Gide
- Mélodies sur des poèmes de Ronsard, Louise de Vilmorin, Rimbaud, Rilke. (Ed. Lemoine)
- Les Jardins Moghols (Ed. Billaudot)
- Stèle pour une femme indienne (Ed. Lemoine)
- Sur les bords du Nil, pour harpe (Ed. Lemoine)
- Soleil et brumes sur les menhirs, pour harpe (Ed. Lemoine)
- Images de Chine, pour harpe
- Le Voyage en Norvège pour flûte et piano (Ed. Billaudot)
- La Nuit obscure, cantate pour soprano solo, chœur et orchestre, d'après Saint-Jean de la Croix (Ed. Salabert, 1956, création en 1961 par Albert Wolff)[3]